# Grumova nagrada
Nagrada Slavka Gruma je slovenska nagrada, imenovana po dramatiku Slavku Grumu. Podeljujejo jo od leta 1979 vsako leto v okviru Tedna slovenske drame, ki ga organizira Prešernovo gledališče Kranj, slovenskemu dramskemu besedilu, poslanemu na natečaj v razpisnem letu ali pa nominiranemu na predhodnem Tednu slovenske drame.

## Nagrajenci po letih
- 1979 – Dane Zajc, Voranc
- 1980 – Dušan Jovanović, Karamazovi
- 1981 – Rudi Šeligo, Svatba
- 1982 – Drago Jančar, Disident Arnož in njegovi
- 1983 – Dominik Smole, Zlata čeveljčka
- 1984 – Tone Partljič, Moj ata, socialistični kulak
- – – – –  Rudi Šeligo, Ana
- 1985 – Drago Jančar, Veliki briljantni valček
- 1986 – Dane Zajc, Kalevala
- 1987 – Jože Snoj, Gabrijel in Mihael
- – – – – Ivo Svetina, Biljard na Capriju
- 1988 – Sergej Verč, Evangelij po Judi
- 1989 – Drago Jančar, Zalezujoč Godota
- 1990 – Dušan Jovanović, Zid – jezero
- 1991 – Milan Jesih, En sam dotik
- 1992 – Ivo Svetina, Vrtovi in golobica
- 1993 – Evald Flisar, Kaj pa Leonardo?
- 1994 – Dušan Jovanović, Antigona
- 1995 – Drago Jančar, Halštat
- 1996 – Ivo Svetina, Tako je umrl Zaratuštra
- 1997 –  /
- 1998 – Matjaž Zupančič, Vladimir
- 1999 – Zdenko Kodrič, Vlak čez jezero
- 2000 – Rok Vilčnik - rokgre, To
- 2001 – Zoran Hočevar, 'M te ubu!
- – – – – Matjaž Zupančič, Goli pianist ali Mala nočna muzika
- 2002 – O. J. Traven (Dušan Jovanović), Ekshibicionist
- 2003 – Matjaž Zupančič, Hodnik
- 2004 – Evald Flisar, Nora Nora
- 2005 – Matjaž Briški, Križ
- 2006 – Matjaž Zupančič, Razred
- 2007 – Draga Potočnjak, Za naše mlade dame
- 2008 – Rok Vilčnik – rokgre, Smeti na Luni
- 2009 – Simona Semenič, 5fantkov.si
- – – – – Žanina Mirčevska, Konec Atlasa
- 2010 – Ivo Prijatelj, Totenbirt
- – – – – Simona Semenič, 24 ur
- – – – – Ivo Svetina, Grobnica za Pekarno
- 2011 – Matjaž Zupančič, Shocking Shopping
- 2012 – Vinko Möderndorfer, Vaje iz tesnobe
- 2013 – Evald Flisar, Komedija o koncu sveta
- 2014 – Vinko Möderndorfer, Evropa
- 2015 – Simona Semenič, sedem kuharic, štirje soldati in tri sofije
- 2016 – Rok Vilčnik – rokgre, Ljudski demokratični cirkus Sakešvili
- 2017 – Simona Hamer, Razglednice ali strah je od znotraj votel, od zunaj pa ga nič ni[1]
- 2018 – Vinko Möderndorfer, Romeo in Julija sta bila begunca
- 2019 – Nejc Gazvoda, Tih vdih
- 2020 – Tjaša Mislej, Naše skladišče
- 2021 – Maja Šorli, Tega okusa še niste poskusili
- 2022 – Katarina Morano, Usedline
- 2023 – Anja Novak – Anjuta, Tekst telesa
- 2024 – Iza Strehar, Nezakonske matere
- 2025 – Milan Ramšak Marković, Triologija o mestih in ljudeh